# The Jewish Chronicle
The Jewish Chronicle ist eine jüdische Zeitung mit Hauptsitz in London, Vereinigtes Königreich. Der Jewish Chronicle wurde 1841 gegründet und gilt als die älteste jüdische Zeitung, die kontinuierlich herausgegeben wird. Er ist auch als JC bekannt.
Zu seiner Gründerzeit galt der JC als auf die Juden im Viktorianischen Weltreich fokussiert. Er beschäftige sich mit den Fragen wie man gleichzeitig die jüdischen Traditionen leben kann und ebenso als guter Britischer Bürger zu gelten. Als Beispiele dafür wurden etwa die Britischen Juden Moses Montefiore oder Nathaniel Rothschild bekannt. Der JC publizierte auch Artikel über die Situation der Juden im Balkan und Russland.
Nachdem im späten 19. Jahrhundert und dem frühen 20. Jahrhundert Jüdische Immigranten nach England kamen und es Aufrufe für ihre Ausschaffung gab, befürwortete der Jewish Chronicle die Anglisierung der Ankömmlinge. Und auch wenn der Jewish Chronicle den 1. Zionistenkongress in Basel im Jahre 1897 äußerst aufmerksam verfolgte, war er damals Theodor Herzls Zionismus kritisch gegenüber eingestellt. Erst mit dem Besitzerwechsel von 1907 und der Anstellung von Leopold Greenberg als Redaktor wurde der Jewish Chronicle den Zionisten wohlgesinnter.
Die Britische Regierung soll 1917 die Ankündigung der Balfour-Deklaration um mehrere Tage verzögert haben um dem Jewish Chronicle die Gelegenheit zu geben, darüber gleichzeitig wie die übrige Presse zu berichten.

## Geschichte
Isaac Vallentine, ein Belgischer Bücherhändler, war der Gründer des Jewish Chronicle. Als die ersten Redaktoren stellte er David Meldola sowie Moses Angel an. Doch schon ein paar Monate nach dem erstmaligen Erscheinen des Jewish Chronicle erreichte der Herausgeber des Konkurrenzblattes Voice of Jacob, dass der Jewish Chronicle seine Erscheinung einstellte. 1844 wurde der Jewish Chronicle and Working Man's Friend von Joseph Mitchell herausgegeben. Als Redaktor wurde Marcus Hyman Bresslau engagiert, der sich aber mit dem Besitzer des Jewish Chronicle nicht so gut verstand. 1853 wurde Bresslau vom neugegründeten Hebrew Observer abgeworben. 1854 beging Joseph Mitchell nach finanziellen Schwierigkeiten Selbstmord. Darauf kehrte Bresslau zum Jewish Chronicle zurück, und fusionierte den Chronicle mit dem Hebrew Observer, der von Abraham Benisch herausgegeben wurde. Doch Benisch drängte darauf Bresslau aus dem zuvor gemeinsam geführten Unternehmen. Unter Benisch unterstützte der Jewish Chronicle die Liberal Party.
In den 1860er Jahren ging es dem Jewish Chronicle dank dem Aufschwung der Wirtschaft und der Unternehmensanzeigen finanziell eher gut. 1868 kam Benisch einerseits wegen einem Börsencrash und andererseits durch der Konkurrenz des Jewish Record finanziell unter Druck, worauf er mit einem tieferen Verkaufspreis reagierte, was der finanziellen Lage des Blattes allerdings nicht zuträglich war. Darauf musste Benisch die Kontrolle über den Jewish Chronicle an ein Konsortium prominenter Londoner Juden angeführt von Samuel Montagu überlassen. Michael Henry, der Assistent von Benisch, wurde als Redaktor der Zeitung eingesetzt. Unter seiner Leitung wurde der Chronicle gegenüber der Politik der Liberal Party kritischer, vor allem was die Schulbildung anbelangte. Nach dem überraschenden Tod von Henry in den frühen 1870er Jahren wurde Benisch wieder der Besitzer des Jewish Chronicle. Als Benisch 1878 starb, wollte er den Chronicle der Anglo Jewish Association (AJA) vermachen, doch diese hatte kein Interesse daran eine Zeitung herauszugeben und verkaufte den Jewish Chronicle an Israel Davies und Sydney Montagu Samuel. Auf Wunsch des Verstorbenen Benisch, wurde Asher Myers, der schon zuvor beim Chronicle tätig war, zum Redaktor ernannt.

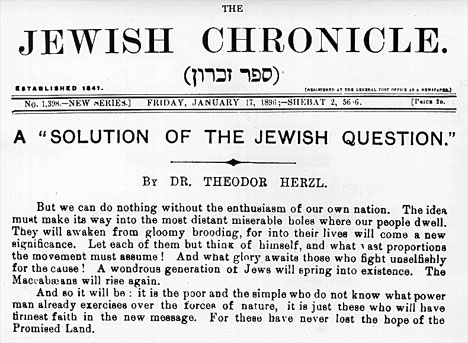
Die Titelseite des Jewish Chronicle im Januar 1896 mit einem Artikel von Theodor Herzl

Asher Myers, der ein Mitglied des Instituts der Journalisten und zuvor auch schon beim Jewish Record tätig war, sollte dem Jewish Chronicle für 24 Jahre vorstehen. Er führte eine Kolumne für Kinder ein, da sich die Leserschaft dank der Einführung des obligatorischen Schulbildung verjüngte. Doch berichtete er auch über die Geschehnisse in den Gewerkschaften und ging mit der Zeit als es möglich wurde Internationale Nachrichten über Telegramme zu erhalten. Auch zu Gesellschaftlichen Ereignissen wie Jüdischen Hochzeiten berichtete der JC unter seiner Ägide. Asher Myers war ein Mitbegründer des einflussreichen Anglo-Jüdischen Klubs Maccabeans, dem unter anderem auch Herbert Bentwich, Solomon Joseph Solomon oder Israel Zangwill angehörten. Myers kritisierte Theodor Herzl und den Zionismus, doch war der JC auch die erste Zeitung, welche im Januar 1896 die Ideen Herzls zu einem Jüdischen Staat veröffentlichte. Als Myers 1902 starb, wurde Morris Duparc, der schon seit 1873 für den Jewish Chronicle tätig war, Redaktor der Zeitung.
Besitzer war weiterhin Israel Davies, der auch die politische Richtung der Zeitung bestimmen wollte. Der Jewish Chronicle war damals bekannt für das kritische Hinterfragen der Britischen Regierung, besonders wenn es um Fragen zur Einwanderung ging. Als 1905 das Britische Ausländergesetz herauskam wollte Davies, dass die Juden das Gesetz als loyale Britische Bürger annehmen, was einigen jüdischen Autoren aber zu weit ging. Am Ende verlangte der Jewish Chronicle die Rücknahme des Ausländergesetzes. Auch hatte Davies eine puritanische Einstellung gegenüber den einträglichen Anzeigen von Unterwäsche und Medizin, was die finanzielle Verfassung des JC weiter in Schieflage brachte. So wollte Davies das Blatt im Dezember 1906 an die Besitzer der Jewish World verkaufen. Doch als Gerüchte aufkamen, dass das Geld für die Übernahme eigentlich von der Zionistischen Weltorganisation (WZO) kommen sollte, wehrten sich Russische Juden gegen die Übernahme. Darauf zog sich der WZO zurück und ein Konsortium um Leopold Greenberg übernahm die Zeitung.

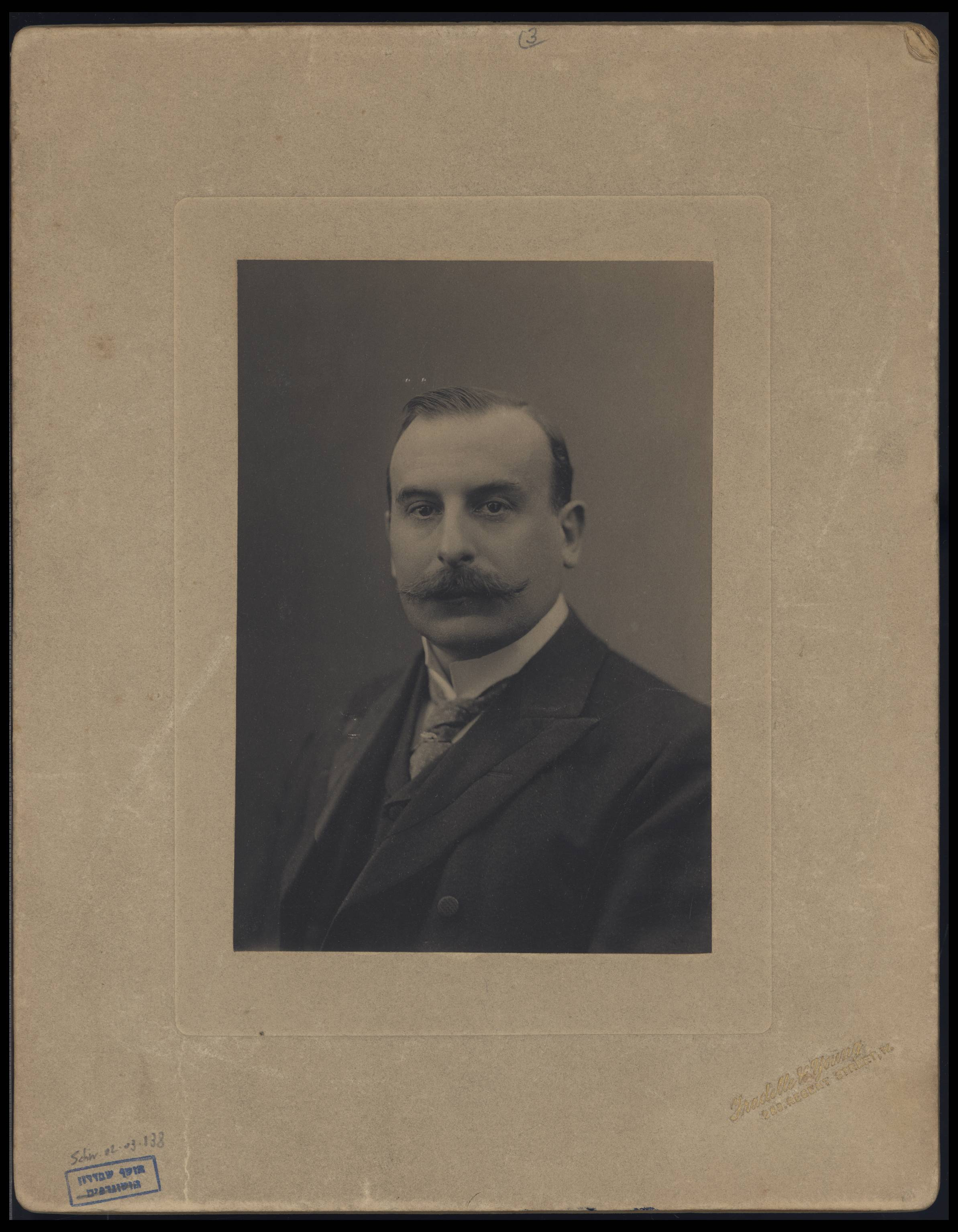
Leopold Greenberg im Jahre 1903

Greenberg wurde zum Redaktor, und Leopold Kessler, Joseph Cowen und Jacobus Kann zu Direktoren ernannt. Als Vorsitzender blieb Israel Davies dem JC erhalten. Greenberg, der eigentlich ebenfalls von der WZO war und auch die meisten Anteilschein besaß, sollte dem Blatt seinen Stempel aufdrücken. 1913 konnte der JC das Konkurrenzblatt Jewish World aufkaufen. Davies starb 1927, worauf erst Joseph Cowen, und nach dessen Tod dann Leopold Kessler der Vorsitzende wurde. Greenberg blieb der Redaktor des Chronicle bis zu seinem Tod im 1931.
Nach Greenbergs Tod, begannen schwierige Zeiten für den Jewish Chronicle als mehrere Parteien um die Richtung des Blattes intrigierten. Mortimer Epstein, der ab 1919 eine Kolumne im Jewish Chronicle beisteuerte wurde von Greenberg kurz vor seinem Tod zum Redaktor ad interim ernannt. Epstein wollte nach Greenbergs Tod aber nicht dessen Sohn Ivan zum Redaktor ernennen, sondern Jack Rich dem Sekretär der Delegierten jüdischer Gemeinschaften des Vereinigten Königreiches. Ivan Greenberg lehnte sich auf, doch gab ihm Epstein zu verstehen, dass er seine Ambitionen vergessen könne. Doch auch Epstein hatte seine Gegner, denn Leopold Kessler vertraute ihm nicht, dass er zionistische Interessen auch richtig vertrat. 1935 trat Epstein als Direktor beim Jewish Chronicle zurück und Ivan Greenberg konnte endlich doch noch zum Redaktor aufsteigen.
Unter Ivan Greenberg vertrat das Blatt aber zunehmend eine Anti-Britische Haltung, wenn es um die Britische Politik in Palästina ging. Als die die jüdischen Milizen Irgun und die Lechi Britische Ziele in Palästina angriffen, erschien unter Greenberg im JC eine Kolumne zum "Jüdischen Widerstand". Er steuerte auch mehrere Artikel zum revisionistischen Jewish Standard bei. Die Direktoren des Jewish Chronicle machten sich Sorgen um die anti-Jüdische Stimmung, welche solche Artikel verbreitete und somit entließen sie Ivan Greenberg nach elf Jahren als Redaktor im Juli 1946. Darauf probierte Greenberg die Anglo-Palestine Bank dafür zu gewinnen, dass sie zusammen die Anteile von Mortimer Epstein und der Familie Kann kaufen, um das Blatt wieder auf eine zionistische Linie zu bringen. Doch die Bank winkte ab und schlug dafür vor, dass die Jewish Agency versuche, zwischen Kessler und Greenberg zu vermitteln. Die Jewish Agency probierte damals unabhängig von Greenberg, einen größeren Anteil am Jewish Chronicle zu erwerben, da sie das Blatt für zionistische Interessen einspannen wollte, allerdings ohne Erfolg. Ab 1947 war der Jewish Chronicle dann unter Kontrolle von David Kessler, dem Sohn von Leopold Kessler.
Als nächster Redaktor wurde John Shaftesley ernannt, der ebenfalls schon für den JC tätig war. Allerdings nur ad-interim, denn es gab keinen aussichtsreichen Anwärter für den Posten als Redaktor. 1955 wurde William Frankel als General Manager engagiert, doch auch er war damals kein Journalist, sondern Anwalt. Drei Jahre später wurde Shaftesley die Verantwortung über die kleinere Jewish Gazette übertragen, worauf man William Frankel die Tätigkeit als Redaktor zutraute. Frankel hatte Schwierigkeiten mit dem Rabbinat, da er die Hebräische Aussprache und Jüdische Traditionen kritisiert hat. Es wurde auch darüber diskutiert, ob man etwa den religiösen Juden das lesen des Jewish Chronicle verbieten solle. Frankel wurde auch vor den Beth Din, das Gericht für Jüdische Rechtsprechung zitiert. Unter Frankel wurde oft über die sogenannte Jacobs Affair berichtet, bei welcher Louis Jacobs nicht zum Leiter des Jews’ College ernannt wurde, weil es nicht den Wünschen des Oberrabbiner Israel Brodie entsprach. Auch legte Brodie sein Veto gegen Jacobs als Rabbi der New West End Synagogue ein. Darauf begann Frankel eine Kampagne gegen Brodie, was dann die Gründung der New London Synagogue für Louis Jacobs zur Folge hatte. Als Frankel 1977 zurücktrat, wurde Geoffrey Paul sein Nachfolger, der bis 1990 Redaktor des Jewish Chronicle blieb. Weitere namhafte Redakteure waren Ned Temko zwischen 1990 und 2005 und Stephen Pollard von 2008 bis 2020. Jake Wallis Simons wurde 2021 der Redaktor des Jewish Chronicle. Unter Wallis Simons verließen im September 2024 mehrere prominente Kolumnisten wie David Baddiel, Jonathan Freedland und David Aaronovitch die Zeitung aus Protest über die Berichterstattung des Chronicle über den Krieg in Gaza. Im Januar 2025 wurde der Deutsche Daniel Schwammenthal der neue Chefredakteur.

### Beilagen
Als ab Mai 1881 die Pogrome gegen Juden in Russland begannen, erschien im Jewish Chronicle eine Monatliche Beilage "Darkest Russia: A Journal of Persecution". Nachfolgend erschienen weitere Beilagen zu Themen wie etwa der Dreyfus-Äffare.

### Ausgabe und Auflage
Der Jewish Chronicle erschein zum ersten Mal am 12. November 1841, damals als eine Wochenzeitschrift. Im Mai 1842 wurde der Jewish Chronicle geschlossen, um ab 1844 erst alle Zwei Wochen zu erscheinen, um dann ab 1847 wieder als Wochenzeitschrift zu erscheinen. In den 1860er Jahren wuchs die Auflage unter Abraham Benisch, dem früheren Redaktor des Voice of Jacob von 500 auf 2000 gedruckte Ausgaben. 2018 soll die Auflage bei etwa 20'000 Ausgaben gelegen haben. Im Jahre 2023 war laut ABC die Auflage bei etwa 16'000 gedruckten Ausgaben und die Online Leserschaft soll auf über eine Million pro Monat angewachsen sein.

## Besitzer
In den 1960er Jahren besaß die Kessler Familie etwa 80 % des Jewish Chronicle. Nach der Jacobs Affair unternahm der Präsident der United Synagogue den Versuch den Jewish Chronicle zu übernehmen. Dies dann ermutigte Kessler darin, einen Jewish Chronicle Trust zu gründen. Die Verhandlungen dazu waren zäher als erwartet, und dauerten bis Ende 1969 an. In den 1980er Jahren wurde dann die Kessler Foundation gegründet. 2020 kam der Jewish Chronicle in den Besitz an ein Konsortium um Sir Robbie Gibb, nachdem die Kessler Foundation die Zeitung aufgeben wollte.